# Поймашь
Поймашь — опустевшая деревня в Угличском районе Ярославской области России, входит в состав Ильинского сельского поселения.

## География
Расположена на берегу речки Поймишка на границе с Тверской областью в 29 километрах на юго-запад от центра поселения села Ильинского и в 41 километрах на юг от города Углича.

## История
Кирпичная церковь с трапезной и колокольней построена в 1776 году средства князя Семена Федоровича Волконского с двумя престолами: Святителя и Чудотворца Николая и Усекновения Главы Иоанна Предтечи. 
В конце XIX — начале XX село входило в состав Заозерской волости Угличского уезда Ярославской губернии. 
С 1929 года село входило в состав Заозерского сельсовета Угличского района, в 1944 — 1959 годах — в составе Ильинского района, с 2005 года — в составе Ильинского сельского поселения.

## Население
| 1859 | 2007 | 2010 |
| ---- | ---- | ---- |
| 135  | ↘0   | →0   |

## Достопримечательности
В деревне расположена недействующая Церковь Николая Чудотворца (1776).